# پائولو نیکولای
پائولو نیکولای (ایتالیایی: Paolo Nicolai؛ زادهٔ ۶ اوت ۱۹۸۸) بازیکن والیبال ساحلی اهل ایتالیا است.